# 운연역
운연(Unyeon, 雲宴) 또는 병기역명 서창(Seochang, 西昌)역은 인천광역시 남동구 운연동에 있는 인천 도시철도 2호선의 전철역이다. 현재 인천 도시철도 2호선의 종점이며, 인근에 운연차량사업소가 있다. 이 역에만 지하 구간이다.

## 특징
매사리고개 인근 운연동 마을 근처에 역이 있다. 출구는 1개가 설치되어 있으며, 서창동 아파트 단지가 역 인근에 있어서 서창이라는 부역명이 붙었다.
원래 개통 초기에 이 역에서 서창동 아파트 단지까지 큰 도로가 놓일 계획이 있었으나, 도로 건설 문제와 관련된 인천광역시청과 남동구청 간의 분쟁으로 무산되었다. 따라서 이 역에서 서창동으로 가려면 시골길(운연로)를 따라 약 1km 걸어가야 했었고, 시골길이라서 길이 좁은 터라 이 역에서 서창동까지 운행되는 시내버스 노선이 없었기 때문에 한동안 이용률이 매우 적었었다.
2016년 8월 12일에 국민권익위원회가 인천광역시청과 남동구청 간의 분쟁을 중재하면서 양측이 연결 도로 건설비를 분담하기로 합의해 공사가 재개되었다. 연결 도로 공사가 완료됨에 따라 시내버스 노선이 개통한 후에는 이용률이 점차 증가하고 있다. 현재 이 역 앞을 지나는 시내버스 노선은 간선 5번과 15번 노선이고, 지선버스는 535번이다.
역 북쪽의 시흥 - 인천 시경계 근처에 추어탕 전문 맛집이 밀집해 있는 연락골 추어마을이 있으며, 운연역에서 나와서 시흥시 방향으로 1.3km 정도 걸어가면 된다.

## 역명의 유래
이곳은 조선 시대에 인천부 조동면에 속하는 지역이었다. 1940년에 인천부에 편입되어 운연정이라 하였고 오늘날 이 지역이 운연동이 되었으며, 이 역도 운연역으로 역명이 제정되었다.

## 역사
- 2015년 10월 5일: 운연(서창)역으로 역명 결정[5]
- 2016년 7월 30일: 인천 도시철도 2호선 검단오류 ~ 운연 구간 개통과 함께 영업 개시[6]

## 역 구조
2면 2선의 상대식 승강장을 갖추고 있으며, 스크린도어가 설치되어 있다. 이 역은 반지하역으로 부산 도시철도 1호선 노포역, 부산 도시철도 2호선 동원역, 부산 도시철도 4호선 반여농산물시장역, 경강선 초월역, 동해선 광역전철 신해운대역과 동일한 구조를 가지고 있다. 

### 승강장
| 인천대공원 ↑ |
| 하 \| 상     |
| 시·종착역    |

| 상행 | ● 인천 도시철도 2호선 | 인천대공원·남동구청·만수·주안·석남·서구청·검암·검단오류 방면 |
| 하행 | ● 인천 도시철도 2호선 | 당역종착                                                     |

## 역 주변
| 나가는 곳 | 방면                                                                                          |
| --------- | --------------------------------------------------------------------------------------------- |
| 1         | 인천교통공사 운연차량사업소 운연삼거리 인천서창초등학교 장수서창동행정복지센터 인천서창중학교 |

## 사진

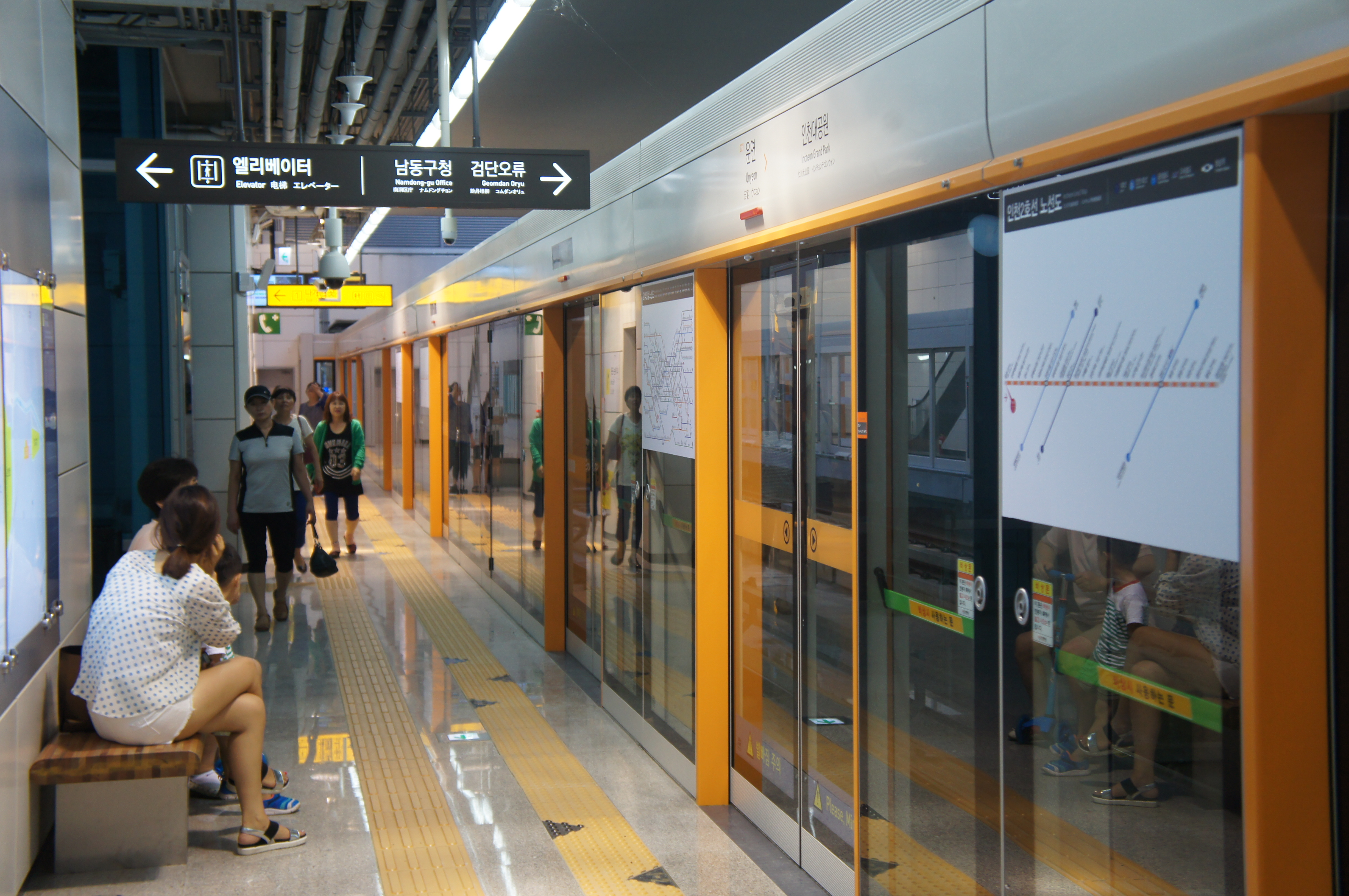
승강장
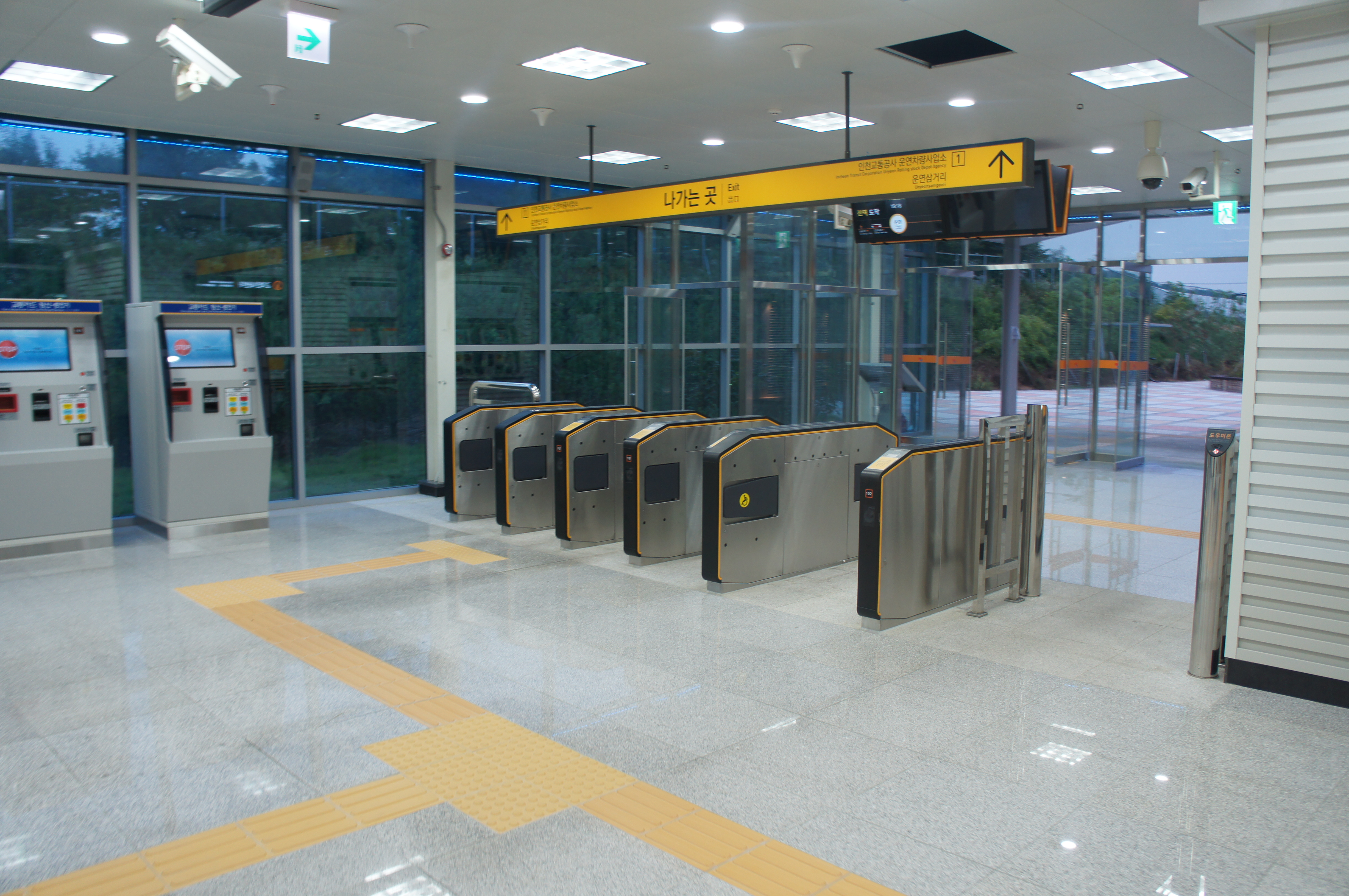
대합실
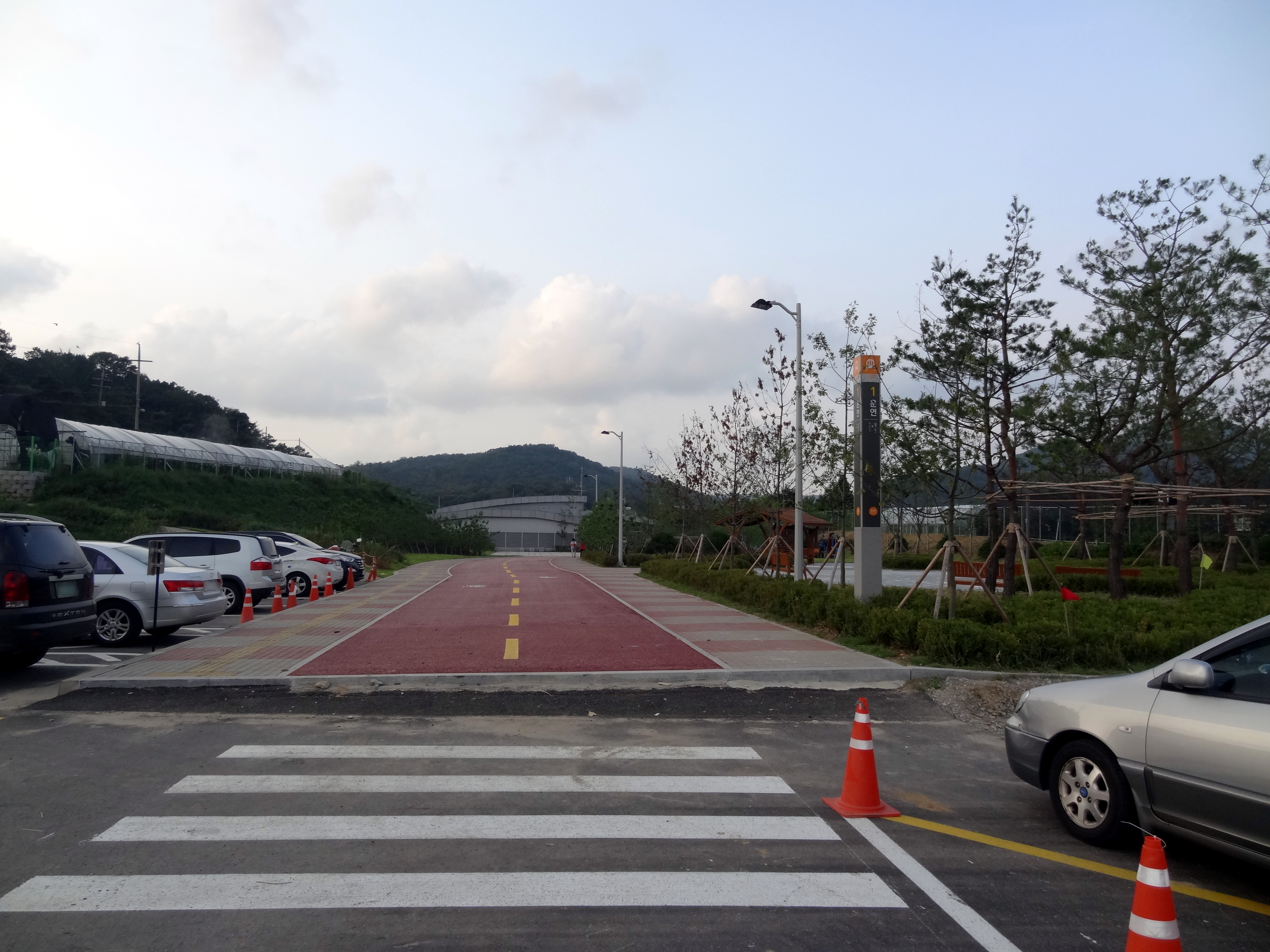
진입로
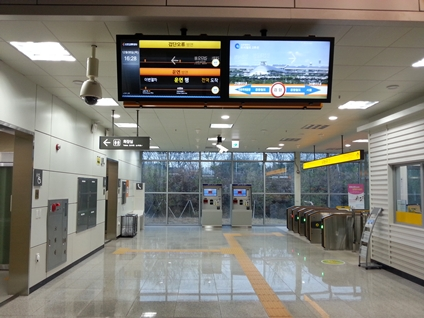
표내는곳 안쪽

## 인접한 역
| 인천 도시철도 2호선           | 인천 도시철도 2호선   | 인천 도시철도 2호선 |
| ----------------------------- | --------------------- | ------------------- |
| I226 인천대공원 검단오류 방면 | ● 인천 도시철도 2호선 | 시·종착역           |